# كالوم هيغنبوثام
كالوم هيغنبوثام (بالإنجليزية: Kallum Higginbotham)‏ (15 يونيو 1989 بسالفورد في المملكة المتحدة - ) هو لاعب كرة قدم بريطاني في مركز الهجوم. لعب مع أولدهام أثلتيك ونادي أكرينغتون ستانلي ونادي بارنسلي ونادي فالكيرك ونادي كيلمارنوك ونادي ماذرويل وهدرسفيلد تاون ونادي كارلايل يونايتد ونادي روتشديل ونادي بارتيك ثيسل.

## وصلات خارجية
- كالوم هيغنبوثام على موقع قاعدة بيانات كرة القدم.إي يو (الإنجليزية)
- كالوم هيغنبوثام على موقع Soccerbase.com (لاعب) (الإنجليزية)
- كالوم هيغنبوثام على موقع Soccerway.com (الإنجليزية)